# Cyber Sunday 2007
Cyber Sunday 2007 è stata la seconda edizione dell'omonimo pay-per-view prodotto dalla World Wrestling Entertainment. L'evento si è svolto il 28 ottobre 2007 al Verizon Center di Washington.

## Storyline
Nella puntata di Raw dell'8 ottobre Shawn Michaels fece il suo ritorno dopo cinque mesi e attaccò il WWE Champion Randy Orton, che lo infortunò in precedenza a Judgment Day (kayfabe), colpendolo poi con la Sweet Chin Music. Il General Manager di Raw, William Regal, annunciò dunque che Orton avrebbe difeso il WWE Championship a Cyber Sunday contro un avversario scelto dal pubblico tramite un sondaggio online: i tre papabili contendenti furono l'Intercontinental Champion Jeff Hardy, Mr. Kennedy e proprio lo stesso Michaels.
Nella puntata di SmackDown del 19 ottobre The Undertaker venne nominato primo sfidante al World Heavyweight Championship di Batista per Cyber Sunday poiché, mesi prima, entrambi i loro incontri con il titolo in palio terminarono in pareggio. Il General Manager dello show blu, Theodore Long, annunciò poi che il pubblico avrebbe scelto l'arbitro speciale dell'incontro tra i due: i candidati per il ruolo furono Steve Austin, John "Bradshaw" Layfield e Mick Foley.
Nella puntata di ECW del 9 ottobre il General Manager dello show, Armando Estrada, annunciò che CM Punk avrebbe difeso l'ECW Championship a Cyber Sunday contro un avversario scelto dal pubblico: i tre papabili contendenti furono John Morrison, The Miz e Big Daddy V.
Dopo che Matt Hardy e lo United States Champion Montel Vontavious Porter, detentori del WWE Tag Team Championship, ebbero vicendevoli incomprensioni e vicissitudini nel corso degli ultimi due mesi, il General Manager Theodore Long decise di sancire un match tra i due per Cyber Sunday. Il giorno prima dell'evento, il 27 ottobre, l'incontro tra Hardy e MVP fu tuttavia cancellato dopo che il primo riportò un legittimo infortunio alla testa. Long affermò che MVP avrebbe dunque difeso lo United States Championship all'evento contro un avversario scelto dal pubblico: i tre papabili contendenti furono Kane, The Great Khali e Mark Henry.
A No Mercy, Triple H difese con successo il WWE Championship contro Umaga ma, poco dopo, lo perse a favore di Randy Orton in un Last Man Standing match. Nella puntata di Raw dell'8 ottobre Triple H affrontò Umaga e Orton in un 2-on-1 Handicap match con in palio il titolo di quest'ultimo, però vinse solamente per squalifica (e senza quindi riconquistare il titolo) dopo che fu brutalmente attaccato con una sedia dallo stesso Umaga. Un match tra Triple H e Umaga fu dunque annunciato per Cyber Sunday; con il pubblico che avrebbe scelto la stipulazione di tale incontro tra uno Street Fight, uno Steel Cage match oppure un First Blood match.
Nella puntata di SmackDown del 21 settembre Finlay attaccò brutalmente Rey Mysterio nel backstage mentre questi stava tenendo un'intervista con John "Bradshaw" Layfield. A No Mercy, il match tra Finlay e Mysterio terminò in no-contest dopo che il primo finse un infortunio. Un ulteriore incontro tra i due fu poi sancito per Cyber Sunday; con il pubblico che avrebbe scelto la stipulazione di tale incontro tra un No Disqualification match, uno Stretcher match oppure uno Shillelagh-on-a-Pole match.

## Evento

### Match preliminari
L'opener dell'evento fu lo Stretcher match tra Finlay e Rey Mysterio. Durante le fasi iniziali, Finlay fu in controllo della contesa dopo che colpì ripetutamente Mysterio con la barella, lanciandolo poi sopra di essa con un inverted suplex. Dopo un batti e ribatti, Finlay tentò di staccare il suo shillelagh da un paletto del ring, ma Mysterio lo schiantò al tappeto con un sunset flip powerbomb dalla terza corda e fu proprio lui stesso ad impossessarsi dell'oggetto contundente. Mysterio provò a colpire Finlay con lo shillelagh, ma quest'ultimò contrattaccò e lo colpì a sua volta sul ginocchio col bastone. Finlay cercò di adagiare Mysterio sulla barella, però questi lo colpì prima con la 619 e poi con una senton sulla stessa barella. Dopo essersi ripreso, Finlay tentò un ulteriore attacco con lo shillelagh, ma Mysterio lo gettò sopra la barella con un flapjack e lo spinse oltre la linea gialla dello stage per vincere l'incontro.
Il secondo match fu valevole per l'ECW Championship tra il campione CM Punk e lo sfidante The Miz. Dopo un batti e ribatti, Punk tentò un superplex dalla terza corda ma Miz lo fece cadere malamente al tappeto e lo colpì poi con una running clothesline all'angolo. Miz provò un attacco aereo, però Punk lo sorprese con una hip toss dalla terza corda e lo colpì in seguito con un jumping knee all'angolo, un running bulldog e uno springboard clothesline, che valsero solamente un conto di due. Dopo aver contrattaccato l'offensiva del campione, Miz tentò la Reality Check ma Punk rovesciò la manovra e lo colpì con la GTS per mantenere il titolo.
L'incontro successivo fu tra Jeff Hardy e Mr. Kennedy, i quali si affrontarono dopo aver perso il ballottaggio per determinare il primo sfidante al WWE Championship in favore di Shawn Michaels. Dopo un batti e ribatti all'esterno del ring, Kennedy colpì Hardy prima con un violento big boot e poi con una ddt, che valsero solo un conteggio di due. Kennedy salì sulla terza corda, ma Hardy lo gettò al tappeto con una diving hurricanrana e lo colpì in seguito col Whisper in the Wind. Dopo che si liberò dallo schienamento al conto di due, Kennedy evitò un dropkick all'angolo di Hardy, facendolo cadere malamente al tappeto, e lo schienò a sua volta per vincere il match.
Il quarto match fu per lo United States Championship tra il campione Montel Vontavious Porter e lo sfidante Kane. Nelle prime fasi, Kane dominò la contesa dopo che eseguì una sidewalk slam su MVP. Dopo una breve offensiva da parte del campione con un running big boot all'angolo, Kane riprese le redini dell'incontro e colpì ripetutamente la zona addominale di MVP, il quale si rifugiò poi all'esterno del ring. Per via del dolore alle costole, MVP decise di non rientrare sul quadrato e di perdere quindi il match per count-out, conservando tuttavia il titolo come da regolamento.

### Match principali
L'incontro seguente, il primo di cartello, fu valevole per il WWE Championship tra il campione Randy Orton e lo sfidante Shawn Michaels. Durante le fasi iniziali entrambi si portarono in vantaggio l'un l'altro, con Michaels che eseguì un pescado sopra Orton all'esterno del ring; salvo poi venir colpito con un back suplex sopra una balaustra da parte del campione. Orton colpì in seguito Michaels con uno standing dropkick e un inverted backbreaker, che valsero solamente un conto di due. Orton tentò un superplex dalla terza corda, ma Michaels lo fece cadere al tappeto e cercò di colpirlo con un diving elbow drop, che tuttavia fallì dopo che il campione si spostò al momento dell'impatto. Orton provò l'RKO, però Michaels lo anticipò con un flying forearm smash e lo colpì prima con un inverted atomic drop e poi col diving elbow drop. Michaels tentò l'esecuzione della Sweet Chin Music, ma Orton lo sorprese con un colpo basso e, per questo, perse volontariamente il match per squalifica, conservando tuttavia il titolo come da regolamento.
Il sesto match fu lo Street Fight tra Umaga e Triple H. Dopo un batti e ribatti sulla rampa d'ingresso, Triple H eseguì una spear su Umaga attraverso un pannello dello stage. Entrati sul ring, Triple H colpì ripetutamente Umaga con un bidone, salvo poi subire un samoan drop ed un running hip attack da parte di quest'ultimo. Dopo averlo atterrato con un belly to belly suplex, Umaga tentò di colpire Triple H con una sedia, però questi lo sorprese con un colpo basso e lo schiantò sulla medesima sedia con una ddt. Dopo che si liberò dallo schienamento al conteggio di due, Umaga contrattaccò il Pedigree di Triple H e lo colpì con un violento uranage. Umaga portò poi Triple H verso l'area dei commentatori, dove eseguì un running splash attraverso il tavolo di commento ai danni dello stesso Triple H. Dopo che rientrarono sul quadrato, Umaga tentò un diving headbutt dalla terza corda, ma Triple H schivò la manovra e si impossessò dello sledgehammer. Umaga provò ad eseguire il Samoan Spike, però Triple H lo colpì prima al volto con lo sledgehammer e poi col Pedigree, schienandolo per vincere l'incontro.
Il main event fu il match per il World Heavyweight Championship tra il campione Batista e lo sfidante The Undertaker con Steve Austin nel ruolo di arbitro speciale. Durante le fasi iniziali entrambi si portarono in vantaggio l'un l'altro, con Undertaker che eseguì il guillotine leg drop sull'apron ring ai danni di Batista, mentre quest'ultimo lo colpì in seguito con una potente clothesline per evitare un big boot. Undertaker tentò poi la Old School dalla terza corda, ma Batista lo intercettò in mezz'aria e lo schiantò al tappeto con uno spinebuster, che valse solamente un conteggio di due da parte di Austin. Dopo che toccò le corde per liberarsi dalla triangle chokehold, Batista fu colpito dalla Chokeslam di Undertaker, che non fu tuttavia abbastanza per ottenere la vittoria. Undertaker provò il Tombstone Piledriver, però Batista contrattaccò la manovra con un'improvvisa spear e tentò la Batista Bomb, la quale fu tuttavia rovesciata in un back body drop. Batista attaccò poi Undertaker all'angolo, ma quest'ultimo lo schiantò al tappeto con la Last Ride. Dopo che si liberò dallo schienamento al conto di due, Batista evitò nuovamente il Tombstone Piledriver di Undertaker e lo colpì prima con un altro spinebuster e poi con la Batista Bomb. Dopo che Undertaker fermò incredibilmente il conteggio di Austin sul due, Batista eseguì una seconda Batista Bomb per vincere l'incontro e mantenere il titolo dei pesi massimi.

## Risultati
| #    | Incontri                                                     | Stipulazioni                                                                              | Durata |
| ---- | ------------------------------------------------------------ | ----------------------------------------------------------------------------------------- | ------ |
| Dark | Jesse e Festus hanno sconfitto Deuce e Domino (con Cherry)   | Tag team match                                                                            | —      |
| 1    | Rey Mysterio ha sconfitto Finlay                             | Stretcher match                                                                           | 09:41  |
| 2    | CM Punk (c) ha sconfitto The Miz                             | Single match per l'ECW Championship                                                       | 08:48  |
| 3    | Mr. Kennedy ha sconfitto Jeff Hardy                          | Single match                                                                              | 09:05  |
| 4    | Kane ha sconfitto Montel Vontavious Porter (c) per count-out | Single match per il WWE United States Championship                                        | 06:38  |
| 5    | Shawn Michaels ha sconfitto Randy Orton (c) per squalifica   | Single match per il WWE Championship                                                      | 15:53  |
| 6    | Triple H ha sconfitto Umaga                                  | Street fight match                                                                        | 17:21  |
| 7    | Batista (c) ha sconfitto The Undertaker                      | Single match per il World Heavyweight Championship con Steve Austin come arbitro speciale | 17:22  |

### Risultati dei sondaggi
| Sondaggio                                                                    | Risultato                                                                                    | Risultato                                                                                    |
| ---------------------------------------------------------------------------- | -------------------------------------------------------------------------------------------- | -------------------------------------------------------------------------------------------- |
| Stipulazione del match tra Rey Mysterio e Finlay                             | - Stretcher match (40%) - No disqualification match (36%) - Shillelagh-on-a pole match (24%) | - Stretcher match (40%) - No disqualification match (36%) - Shillelagh-on-a pole match (24%) |
| Avversario di CM Punk per l'ECW Championship                                 | - The Miz (39%) - John Morrison (33%) - Big Daddy V (28%)                                    | - The Miz (39%) - John Morrison (33%) - Big Daddy V (28%)                                    |
| Avversario di Montel Vontavious Porter per il WWE United States Championship | - Kane (67%) - The Great Khali (24%) - Mark Henry (9%)                                       | - Kane (67%) - The Great Khali (24%) - Mark Henry (9%)                                       |
| Avversario di Randy Orton per il WWE Championship                            | - Shawn Michaels (59%) - Jeff Hardy (31%) - Mr. Kennedy (10%)                                | - Shawn Michaels (59%) - Jeff Hardy (31%) - Mr. Kennedy (10%)                                |
| Stipulazione del match tra Triple H e Umaga                                  | - Street fight match (57%) - Steel cage match (26%) - First blood match (17%)                | - Street fight match (57%) - Steel cage match (26%) - First blood match (17%)                |
| Vincitrice dell'Halloween Costume contest                                    | - Mickie James (21%) - Kelly Kelly (17%) - Torrie Wilson (15%) - Melina (12%) - Maria (12%)  | - Layla (7%) - Jillian Hall (5%) - Victoria (4%) - Brooke (4%) - Michelle McCool (3%)        |
| Arbitro speciale del match tra Batista e The Undertaker                      | - Steve Austin (79%) - Mick Foley (11%) - John "Bradshaw" Layfield (10%)                     |                                                                                              |